# Vltava Labe Media
VLTAVA LABE MEDIA a.s. je české multimediální vydavatelství, které zahrnuje 130 webů s různorodými cílovými skupinami, 70 regionálních mutací deníků s celostátními i regionálními zprávami, 20 časopisů s jedinečným obsahem, 1 distributora adresných i neadresných zásilek a 2 tiskárny v Praze a Olomouci.
Vydavatelství má masivní dosah. Se svými 4,5 miliony čtenáři je 3. nejvýznamnějším mediálním domem v ČR, a zároveň 5. největším provozovatelem webů na českém internetu. Zasáhne přes 5,7 milionů reálných uživatelů. 
Společnost je právním nástupcem společností VLTAVA-LABE-PRESS, a.s., a Astrosat Media, s.r.o., dvou vydavatelství působících na českém mediálním trhu, zejména v oblasti tištěných médií, od roku 1992. V roce 2015 se stala vlastníkem vydavatelství Tablet Media. V roce 2017 rozšířila koupí EBM system s.r.o. své portfolio o autoweby a akvizicí společností ANNONCE, REAL CITY a Websitemaster posílila své působení na trhu s realitami a řádkové inzerce.

## Historie
Právní předchůdce společnosti VLTAVA LABE MEDIA  společnost VLTAVA LABE PRESS, a.s., vznikla v červenci 2000 sloučením několika vydavatelů regionálních periodik se společností Mír, a.s. Společnost VLTAVA-LABE-PRESS, a.s., byla mimo jiné též vydavatelem tradičního večerníku Večerník Praha. Koncem téhož roku získalo vydavatelství celostátní deníky Slovo a Zemské noviny a v létě 2001 koupilo řadu moravských novin, včetně nejprodávanějších titulů Rovnost a Svoboda. Vydavatelství Vltava, spol. s r.o. (jakožto právní předchůdce vydavatelství VLTAVA-LABE-PRESS) byla na sklonku devadesátých let 20. století též majitelem fotbalového klubu AC Sparta Praha.
Po akvizici rozsáhlého časopiseckého vydavatelství Sanoma Media CZ, přejmenovaného později na Astrosat Media, se VLM stalo druhou nejsilnější vydavatelskou skupinou na tuzemském trhu.
V srpnu 2015 koupila 100% podíl ve vydavatelství VLTAVA LABE PRESS, a.s. od německého koncernu Verlagsgruppe Passau investiční skupina Penta Investments (ANGAUR, a.s.). K převzetí vydavatelství skupinou Penta došlo dne 2. listopadu 2015.
Společnost je vlastníkem tiskáren v Praze a v Olomouci. Dále vlastní 100 % podíl ve společnostech Websitemaster, a.s., Webfarm, s.r.o. a Česká distribuční a.s. a 35 % podíl ve společnosti PNS, a.s. V červnu 2016 se zakoupením zbývajícího 70 % podílu největšího internetového media zastupitelství v České republice AdActive, s.r.o., se stala jejím 100 % vlastníkem, avšak i firma AdActive zůstává dál samostatnou společností.
V červenci 2017 koupilo vydavatelství společnost EBM system s.r.o., provozovatele webů TipCars.com a TipCar.cz. Oba weby zprostředkovávají prodej ojetých i nových aut, a to jak mezi autobazary a zájemci o auta, tak i přímo mezi lidmi navzájem. Spolu s weby Cars.cz a Automix.cz, které má vydavatelství v portfoliu od přelomu roku 2016/2017 zasahují automobilové projekty vydavatelství zhruba tři čtvrtě milionu zájemců o koupi aut měsíčně.
V prosinci 2017 koupilo vydavatelství společnost ANNONCE, která úspěšně kombinuje řádkovou inzerci jak v tištěném vydání, tak na internetu a firmu GRAND REAL CITY vydávající tištěné realitní magazíny a provozující realitní server realcity.cz.
9. května 2022 došlo k akvizici společnosti JIK 05, s.r.o. Součástí transakce byl také titul TV Pohoda a TV Pohoda Křížovky věnovaný luštění.

## Vlastnictví
Vydavatelství patří od listopadu 2015 finanční skupině Penta Investments, jejíž součástí je dnes společnost VLTAVA LABE MEDIA (původní název ANGAUR, a.s.). Předchozím majitelem vydavatelství byla německá vydavatelská skupina Verlagsgruppe Passau, která v Německu vydává mimo jiné regionální noviny Passauer Neue Presse.
Předsedou představenstva a generálním ředitelem je Vít Nantl.

## Vydávané tituly
Společnost vydává:
- 70 regionálních mutací Deníku a 70 regionálních týdeníků.
- lifestylové tituly Story, Glanc, Gurmet, Kondice, Dům a zahrada, National Geographic Česko, Kreativ
- tradiční tituly Vlasta, Týdeník Květy, Překvapení, Receptář, Deník Extra
- televizní časopisy TV magazín, TV star, TV mini, TV expres , TV Pohoda, TV Streaming, Křížovkář TV magazín, TV Pohoda Křížovky
- suplementy DENÍK VÍKEND, DENÍK BYDLENÍ, DENÍK ŽENY, DENÍK HOBBY, DENÍK ZDRAVÍ
- internetový magazín Dotyk, Kafe.cz, Magazín Šíp
- inzertní magazín ANNONCE, Tipcars.com, Automodul.cz, cars.cz, realcity.cz

Společnost je majitelem licence k běžeckému magazínu Run.